# Бритва (фильм)
«Бритва» (англ. Dressed to Kill), (вариант перевода — «Одетый для убийства») — криминальный триллер Брайана де Пальмы с элементами фильма ужаса, выпущенный в 1980 году.

## Сюжет
События происходят в Нью-Йорке. Кейт Миллер рассказывает своему психологу Роберту Эллиоту о своих интимных проблемах с мужем. После сеанса она идёт в музей, где случайно встречается с неким Уорреном Локманом. У них происходит спонтанный секс. Когда Кейт возвращалась из квартиры Локмана, в лифте на неё напала некая светловолосая женщина и убила несколькими ударами бритвы. Блондинку мельком видела высокооплачиваемая проститутка Лиз, ставшая единственным свидетелем преступления. Подозрение детектива полиции Марино падает на неё. Лиз вынуждена сама искать доказательства своей невиновности. Сын Кейт Питер тоже заинтересован в раскрытии преступления. Подросток хорошо разбирается в электронике и устанавливает наблюдение за офисом Эллиотта, которого считает замешанным в убийстве.
Тем временем Эллиоту оставляет на автоответчике сообщение некто представившийся именем Бобби. Он или она рассказывает, что доктор консультировал его как транссексуала, и отказался давать разрешение на операцию по смене пола. Бобби недоволен и грозит тем, что похитит у доктора бритву и расправится с одним из его пациентов. Эллиот обнаруживает, что бритва в его туалетном столике пропала и отправляет ему сообщение с просьбой немедленно связаться. Эллиот позже рассказывает о случившемся коллеге доктору Леви.
За Лиз тем временем следит некая блондинка. В метро она даже пытается приблизиться, но Лиз помогает отбиться от неё неожиданно появившийся рядом Питер с баллончиком самодельного слезоточивого средства. Лиз объединяется с Питером в поиске убийцы. Фотокамера с таймером фиксирует ту самую блондинку, выходящую из офиса доктора. Лиз решает добраться до записей о пациентах, проникнув доктору в офис и попытавшись соблазнить. Питер тем временем наблюдает за происходящим с улицы, и неизвестная блондинка приближается сзади к Питеру. Лиз выходит из комнаты доктора «припудрить носик», находит в его бумагах интересную запись и возвращается в его кабинет. К Лиз сзади приближается неизвестно откуда взявшаяся женщина, в руке которой сверкнула бритва. Женщина на улице стреляет в нападавшую на Лиз, с неё падает парик и оказывается, что это переодетый доктор Эллиот.
Марино дал возможность Лиз сделать его работу и раскрыть преступление. Блондинка на улице была офицером полиции, направленной Марино подстраховать Лиз. Доктор Эллиот — транссексуал с раздвоением личности, которому лечащий врач Леви не показал операцию по смену пола. Когда Эллиот испытывал сексуальное влечение, то переодевался женщиной. Далее он терял контроль над собой, мог убить и ничего не вспомнить. После задержания и суда Эллиота направляют в специальную клинику для принудительного лечения. Лиз и Питер признаются что симпатичны друг другу и идут домой к Питеру. В концовке доктор Эллиот, придушив медсестру, бежит из лечебного заведения. Он находит Лиз и снова пытается убить её. Впрочем выясняется, что это только кошмар героини, которая приходит в себя в объятиях Питера.

## В ролях
- Майкл Кейн — Доктор Роберт Эллиот
- Энджи Дикинсон — Кейт Миллер
- Нэнси Аллен — Лиз Блейк
- Кит Гордон — Питер Миллер
- Деннис Франц — Детектив Марино
- Дэвид Маргулис — Доктор Леви

## Критика
Роджер Эберт из Chicago Sun-Times присвоил фильму 3 звезды из 4, заявив, что «сцена с музеем великолепна», и добавив: «Дело в стиле, а не в повествовании; оно скорее будет выглядеть и ощущаться как триллер, чем иметь смысл, но ДеПальме настолько нравятся условности триллера, что мы прощаем его».
Винсент Кэнби из The New York Times назвал фильм «остроумным, романтичным и очень забавным, что помогает разрядить эффект реалистичности насилия. Кроме того, фильм по-своему необычайно морален».

## Награды и номинации

### Награды
- 1981 Премия «Сатурн»
  - Лучшая женская роль — Энджи Дикинсон

### Номинации
- 1981 Премия «Сатурн»
  - Лучший фильм ужасов
  - Лучшая режиссура — Брайан Де Пальма
  - Лучшая музыка — Пино Донаджио[англ.]
- 1981 Премия «Золотой глобус»
  - Лучший дебют — Нэнси Аллен
- 1981 Антипремия «Золотая малина»
  - Худшая режиссура — Брайан Де Пальма
  - Худшая мужская роль — Майкл Кейн
  - Худшая женская роль — Нэнси Аллен